# Juan Sánchez Ramírez
Juan Sánchez Ramírez (La Mejorada Villa del Cotuy, Partido de la Vega Real, 1762-Ciudad de Santo Domingo, Partido de la Capital, 11 de febrero de 1811) fue un militar, hacendado, comerciante y caudillo español que tuvo una participación destacada en las guerras napoleónicas durante la reconquista de Santo Domingo en el marco de la guerra peninsular, en la que consiguió la derrota del Ejército Imperial francés, terminando con la presencia francesa en la isla Española que databa desde el siglo XVII.
Designado por la Junta de Bondillo, que actuaba bajo la autoridad de la Junta Central Suprema Gubernativa de los Reinos de España y de las Indias, que gobernaba en nombre del rey Fernando VII, Juan Sánchez Ramírez asumió el cargo de gobernador político y militar, intendente interino y comandante general del Ejército Real español en Santo Domingo. Después de la capitulación francesa, se convirtió en el gobernador, intendente y capitán general de la Capitanía General de Santo Domingo entre 1809 y 1811.
Anteriormente había participado en la Guerra contra la Convención en la isla donde se señaló como «guerrillero astuto, entendido y valiente».

## Primeros años

### Nacimiento y familia
Nació en 1762 en la casa de sus padres frente a la Plaza de Armas en el centro de La Mejorada Villa del Cotuy.
Sus padres fueron Francisca Ramírez y Miguel Sánchez, rico terrateniente de la época y destacado oficial de milicias, ocupó por varios años la Comandancia de Armas de La Mejorada del Cotuy, además tuvo un hermano llamado Rafael que fue juez de paz de dicha villa en 1825 y Remigio que acompañó a Juan durante la reconquista de Santo Domingo. Juan y Josefa Pichardo y Delmonte recibieron el sacramento del matrimonio en la parroquia Inmaculada Concepción del pueblo. La pareja tuvo dos hijos, Juana y luego José, ambos fueron bautizados en la parroquia homónima.
Desempeñó el cargo de corregidor en su villa natal y ocupó otros cargos importantes desde temprana edad.

## Guerra contra la Convención y la Paz de Basilea

### Guerra contra la Convención
Bajo la consigna de «Religión, Rey y Patria» se integró con el rango de capitán a la guerra contra la Convención que estalló en 1793 tras la ejecución en la guillotina del rey Luis XVI de Francia, primo de Carlos IV de España. Acudió a la frontera capitaneando una compañía de lanceros, que mantuvo a su costa, y en los combates que libraron españoles y franceses, aliados los primeros con las tropas negras auxiliares de Carlos IV comandadas por Jean François y Georges Biassou.

### La Paz de Basilea

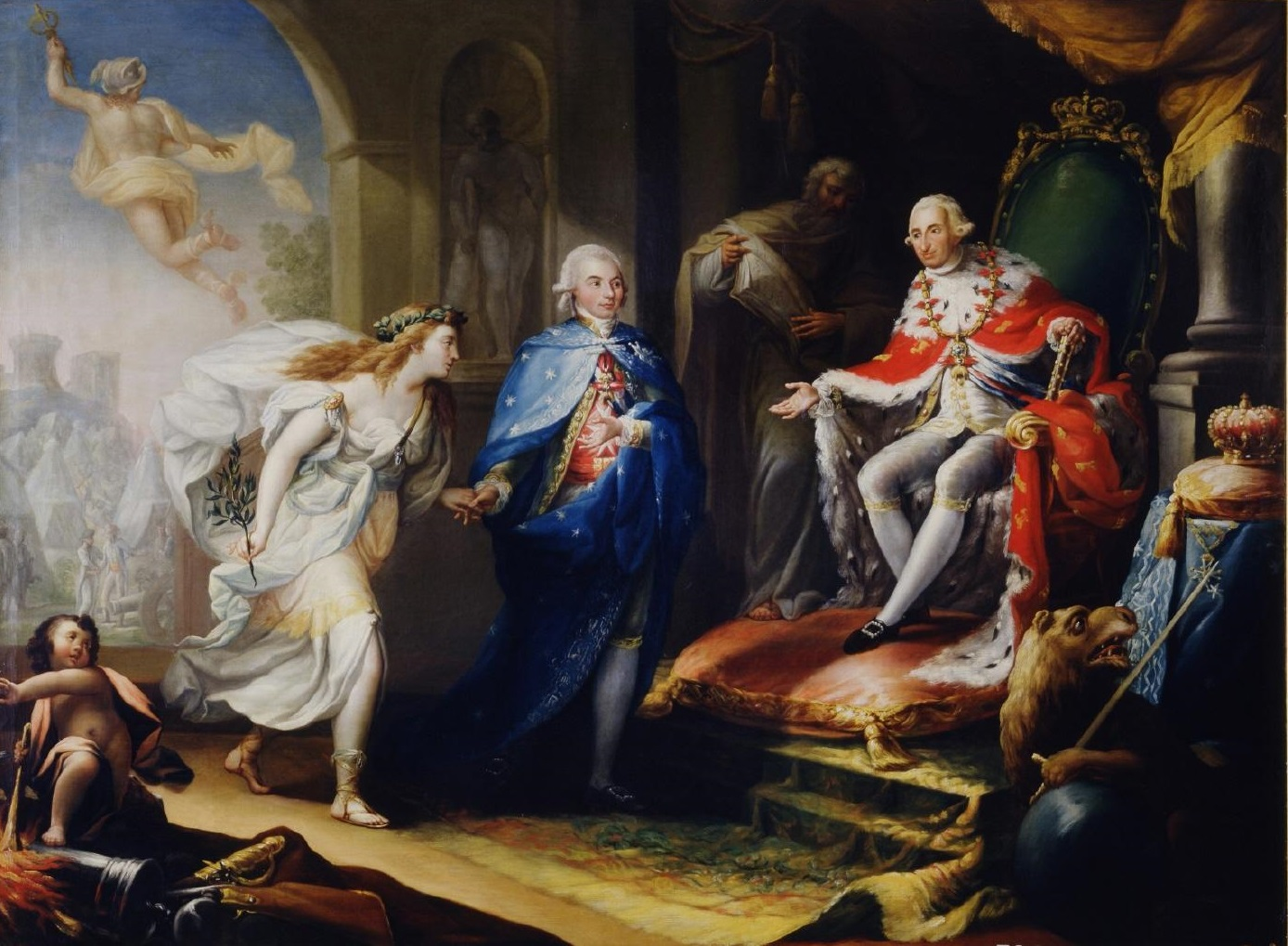
Godoy presentando la paz a Carlos IV (1796). Obra de José Aparicio (Real Academia de Bellas Artes de San Fernando).

La conquista de la Provincia de Guipúzcoa por parte de la República Francesa generó preocupación en Manuel Godoy, secretario de Estado, debido al temor de que las Vascongadas cambiaran su lealtad hacia la Francia y se separaran del Reino de España. Esto condujo al inicio de negociaciones en enero y febrero de 1795, con el objetivo de buscar una paz que pusiera fin a la guerra.
El Gobierno francés revolucionario exigía la cesión de Guipúzcoa, Luisiana y Santo Domingo, mientras que España buscaba el restablecimiento de la religión católica, que había sido reemplazada por el culto de la diosa razón y del ser supremo por parte de Francia. Además, España exigía territorios donde el hijo del fallecido rey Luis XVI, Luis Carlos de Borbón y Habsburgo-Lorena (reconocido por la Primera Coalición y los realistas franceses como Luis XVII, rey de Francia y de Navarra), pudiera ejercer su soberanía, así como la restitución de los límites a la situación anterior a la guerra en 1793.
Sin embargo, la respuesta del Comité de Salud Pública francés a las propuestas españolas fue contundente y rechazó las demandas considerándolas injuriosas para la soberanía nacional francesa. El Comité afirmó que: «España no tiene más derecho que el que nosotros tenemos para pedir que se destierre a los inquisidores o para reclamar indemnizaciones a favor de las familias de Moctezuma, Atahualpa y de toda la nobleza antigua de los imperios de México y Perú».
En mayo de 1795, se realizaron negociaciones en Basilea entre representantes de España y Francia. La facción francesa expresó interés en quedarse con algunas plazas de Guipúzcoa o, en su defecto, solicitar la entrega de Santo Domingo y Luisiana. Sin embargo, el representante español, Iriarte, tenía instrucciones de no ceder territorios y buscar la liberación de Luis Carlos de Borbón. En junio, Godoy, ya había firmado un tratado preliminar que reconocía a la Francia revolucionaria. Este tratado mantenía los límites territoriales españoles, restauraba la religión católica en Francia, liberaba a los hijos del difunto Luis XVI y establecía una alianza contra el Reino de Gran Bretaña, luego estipulado en el tratado de San Ildefonso de 1796.
El 22 de julio se firmó el tratado definitivo, donde se devolvían los territorios españoles ocupados, y a cambio España cedía Santo Domingo a Francia. Se restablecieron las relaciones comerciales y, de manera secreta, se dispuso que España no perseguiría a los afrancesados, además de la liberación de María Teresa de Borbón. En las negociaciones influyó en la posición española la muerte de Luis de Borbón en la prisión del Temple, lo que eliminó uno de los principales objetivos de los españoles: obtener que la república admitiera la posibilidad de ceder algún territorio donde se estableciera su reino.

### Ocupación francesa, exilio y regreso a Santo Domingo

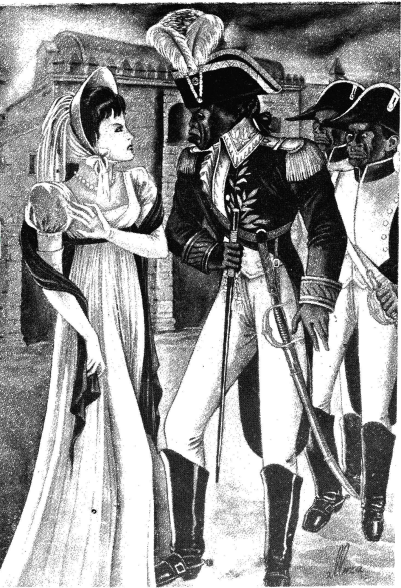
Ilustración de Dominga Nuñez y Louverture en Santo Domingo.

La República Francesa tuvo que lidiar con conflictos militares tanto con los ingleses como con las partidas de negros rebeldes en la región, lo que dificultó la rápida ocupación de la parte española de Santo Domingo.
En 1799, el cabildo de la ciudad de Santo Domingo solicitó al rey Carlos IV posponer el cambio de soberanía hasta recibir la resolución del primer cónsul de Francia, Napoleón Bonaparte; sin embargo, el cambio de soberanía se llevó a cabo al año siguiente, en contra de la voluntad de la República Francesa, cuando el gobernador general de la Colonia de Saint-Domingue, Toussaint Louverture, decidió ejecutar por su cuenta lo acordado en la Paz de Basilea.
Aunque luego Bonaparte declararía sin valor la anexión de Santo Domingo, el gobernador y capitán general, Joaquín García y Moreno, junto con las últimas tropas españolas, abandonaron la isla el 22 de febrero de 1801, marcando el fin del dominio español.
Inicialmente, Juan Sánchez Ramírez permaneció bajo la bandera francesa en Santo Domingo, pero en diciembre de 1803 decidió abandonar la isla y dirigirse con su familia a la Capitanía General de Puerto Rico. Este movimiento posiblemente estuvo motivado por la inminente proclamación de la independencia en la parte occidental de la isla Española (futuro Haití).
Desembarcó en la isla de Puerto Rico el 3 de enero de 1804. Sin propiedades y en busca de indemnización prometida a los emigrados de Santo Domingo, solicitó ayuda para subsistir. Sin embargo, su solicitud no tuvo efecto, al igual que con el resto de emigrados de Santo Domingo en otros territorios de la América española.
A pesar de haber gastado gran parte de su patrimonio, no logró obtener una fuente de subsistencia para él y su familia. Posteriormente, obtuvo una licencia para regresar a Santo Domingo con la esperanza de recuperar parte de su patrimonio, pero sus esperanzas fueron destrozadas por el Gobierno francés.
En junio de 1807, regresó a Santo Domingo y desembarcó en el puerto del Macao, que era de su propiedad. Los franceses, al tener conocimiento de su llegada, intentaron ofrecerle la Comandancia de Armas de la villa del Cotuy, pero él declinó comprometerse con ellos y optó por dejar lo que quedaba de sus haciendas en jurisdicción de dicha villa a personas de su confianza. Se dedicó a la explotación de caoba en el Sur de la isla y a la ganadería. Se vieron afectados sus intereses económicos cuando el gobernador de Saint-Domingue, Jean-Louis Ferrand, prohibió el comercio de reses en la frontera entre Haití del Norte y Sur con la antigua parte española.

## Conspiración contra el régimen Napoleónico

### Las noticias de la península y el despertar del espíritu patriota

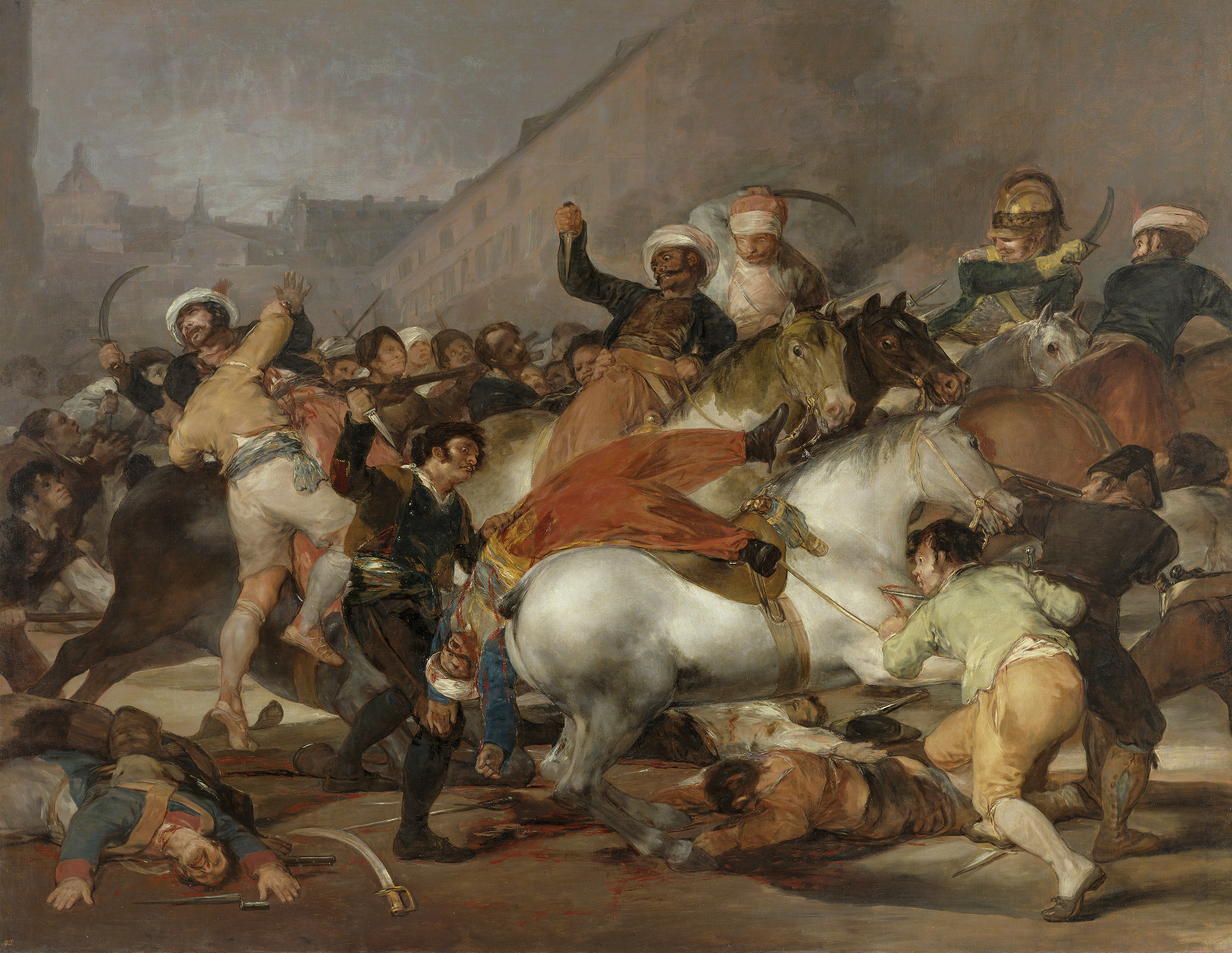
El dos de mayo de 1808 en Madrid (1814). Obra de Francisco de Goya (Museo del Prado, Madrid).

Mientras Juan Sánchez Ramírez se encontraba en su nuevo establecimiento llamado el Pulguero, recibió una invitación para dirigirse a la villa de Sabana de la Mar. Allí, tuvo lugar un encuentro entre Sánchez Ramírez y el Comandante el 2 de mayo de 1808, donde llevaron a cabo una conversación sobre el paso de las tropas francesas en la España peninsular en calidad de auxiliares. Durante este intercambio, el Comandante informó a Sánchez Ramírez sobre las noticias recibidas de un buque que había llegado a la ciudad de Santa Bárbara de Samaná, donde se afirmaba que el emperador francés Napoleón I «conducía á Francia á nuestro muy amado Fernando 7.º para educarle; que al Señor Carlos 4.º lo habia destinado á vivir en un convento; y que José Bonaparte iba á gobernar la Península interin nuestro Fernando se instruia lo necesario para regirla».
Estas declaraciones tuvieron un profundo impacto emocional en Sánchez Ramírez, quien experimentó una intensa ira y un sentimiento de traición hacia Napoleón y los franceses. Agraviado por aquella expresión, no pudo evitar responder al Comandante de Armas: «Yo aseguro a V. que la nacion Española no sufrirá jamás esa infamia; y que si eso es así, la sangre se está derramando hoy en España entre Españoles y Franceses». Esta ira se convirtió en un punto de inflexión en su pensamiento político y en su compromiso con la causa realista fernandina en Santo Domingo.
Motivado por esta situación, tomó la decisión de aprovechar las circunstancias y encabezar una conspiración para iniciar una sublevación armada contra el Gobierno francés en Santo Domingo. Aunque esta sublevación significaba legalmente un acto de alta traición al Imperio Francés, el hacendado asumió los riesgos y decidió seguir adelante con los preparativos, confiado en la lealtad tradicional de los dominicanos al rey católico:

“Desde aquel momento no pude sacudir de la imaginación la idea de la guerra, que suponía ya como evidente contra los segundos [los franceses], y aquel encuentro [con el comandante de Sabana de la Mar] produxo en mi espíritu tal encono contra ellos, que, a pesar de la aceptación que les debía hasta llamarme ellos mismos el amigo de los franceses, no podía verlos ya desde entonces sin irritarme en extremo”.

### Inicios de la conspiración y la búsqueda de ayuda en Puerto Rico
En las semanas siguientes, Sánchez Ramírez tuvo que combinar su vida diaria con actividades secretas en las que conspiraba en contra de los franceses. Él creía firmemente que era importante convencer a la población dominicana para que se uniera a la lucha. Mientras tanto, en España, los franceses no lograron conquistar todo el territorio y se formaron Gobiernos locales llamados Juntas. Estas Juntas reconocieron a Fernando VII como rey y se dieron a sí mismas los poderes que le correspondían debido a su cautiverio en Valençay. Una de estas Juntas, la Junta de Sevilla, liderada por Francisco de Saavedra, decidió oficialmente declarar la guerra a Francia. La noticia de esta declaración de guerra llegó a la isla en julio de 1808. Sánchez Ramírez se enteró de esto cuando estaba en la villa de Higüey y lo comunicó de inmediato a su socio principal, Manuel Carvajal. Ambos conversaron sobre la noticia de la guerra en España contra los franceses y fue cuando se propusieron buscar ayuda en Puerto Rico para lograr la restauración española de Santo Domingo.
Salió de Higüey el 26 de julio y se dirigió rápidamente a Santo Domingo con el objetivo de llegar antes de que la noticia de la guerra se difundiera. Para ocultar sus verdaderas intenciones, uso el pretexto de reunirse con Louis Ferrand para tratar asuntos relacionados con su negocio de ganado y madera de caoba. Sin embargo, tuvo que hacer una parada en la ciudad de Santa Cruz del Seybo debido a que le avisaron que su esposa e hijos estaban enfermos. Después de solucionar el problema, continuó su viaje y aprovechó el tiempo para convencer a más personas de unirse a la conspiración.
El 7 de agosto de 1808, llegó a la capital justo cuando se supo la noticia de la declaración de guerra y algunos prisioneros de un pequeño barco español que venía de Puerto Rico. El 9 de agosto, tuvo un almuerzo con el general Ferrand, quien ese mismo día publicó una declaración anunciando la guerra con España, aunque se refería a ella como una sublevación de algunas provincias de España. Durante su estancia en Santo Domingo intensificó sus esfuerzos de propaganda entre los capitaleños, sabiendo que si lograba tomar el control de esa ciudad, podría obtener el apoyo de toda la colonia. Fue un desafío complicado, ya que la gente en la capital había sufrido directamente las consecuencias del "abandono español" tras el convenio de Basilea y preferían preservar el statu quo en lugar de luchar por la monarquía española.
El 13 de agosto, Sánchez Ramírez realizó una visita a Cotuy, donde se reunieron personas para la publicación de una proclamación de Ferrand. En este momento, convenció a la gente de la traición llevada a cabo por Napoleón y la necesidad de alzarse contra Francia. Sorprendentemente, los hombres que iban a publicar la proclamación de Ferrand se ofrecieron a estar listos para cualquier aviso de Sánchez Ramírez y destruyeron el documento. Posteriormente, pasó por La Vega, donde se reunió con muchos habitantes de la ciudad, incluyendo al coronel Agustín Franco, ayudante del general en jefe del Departamento del Cibao. Luego, el día 17, llegó a Santiago, donde ya se conocía su viaje y sus intenciones. Con el respaldo de las personas más importantes de la ciudad, con la colaboración del presbítero Vicente de Luna, se hicieron gestiones para enviar un barco desde Puerto Plata a Puerto Rico, solicitando ayuda para comenzar «la ejecución del plan». Sin embargo, Agustín Franco obstaculizó este intento de contacto. Franco informó a Ferrand, pero él consideró que era una exageración. Posteriormente, el 1 de septiembre de 1808, llegó a Bayaguana, donde se entrevistó con el presbítero José Moreno, quien tenía una gran influencia en el pueblo, así como con el Comandante de Armas, con el objetivo de reunir la mayor cantidad de hombres a favor de la reconquista. Finalmente, el 4 de septiembre, llegó a la ciudad del Seybo, donde comenzaron los preparativos para enfrentarse a las tropas de Ferrand.

### Manifiesto de los Emigrados de Puerto Rico
En septiembre, de alguna manera Sánchez hizo llegar el manifiesto a los emigrados dominicanos en Puerto Rico, donde indica su llegada a la Ciudad de Santo Domingo el 7 de agosto y comenta las dificultades encontradas con algunos dominicanos afrancesados. El manifiesto dirigido a los padres tenientes del cura de Mayagüez decía:

“A los Emigrados de la Ysla de Puerto Rico. Amados compatriotas y hermanos. Las enteras circunstancias de la ysla, y hallarme solo encargado de atender, a dirigir las operaciones de nuestra defensa contra los Franceses, nuestros opresores, no me permiten dar a vuestras mercedes una noticia individual. De las cosas que han pasado y el principio de fermentación en que nos hallamos: de uno, y de otro daré a vuestras mercedes noticia sucinta, para que como buenos patriotas, y buenos Españoles, puedan acudir a reunirse a fin de que todos participemos de la gloria de libertar a nosotros, y nuestra Patria del yugo de los Franceses, para acreditar nuestra fidelidad a nuestro gobierno Español, y proteger nuestra Religión, que tanto han procurado abatir los Franceses.
El día siete del mes pasado llegué yo a Santo Domingo, quando me hallé con la novedad de la declaración de la guerra de los Españoles con los Franceses, que llevó el Capitán Braceti.
Desde este momento me dediqué a despertar el ánimo de los naturales, dormidos y confiados. Yo no he temido hablar aun algunos Españoles, empleados y conocidos por apasionados de los Franceses, y a todos los bien contentos con ellos, procurando electrizar a unos y a otros, valiéndome ya del agrado, ya de la severidad, según lo he considerado ser conveniente. No he temido tampoco comprometer mi letra, ni firma, aun con quien he tenido por sospechoso, para acreditar su conducta, y últimamente yo no he temido mantenerme firme en mis designios, siempre persuadiendo a mis hermanos, que están conmigo, que no se dejen engañar en medio de las persecuciones que se me hacen por este Gobierno, tanto por denuncia de algunos Españoles que se han embriagado con el Francesino, y trabajan para los Franceses, como por algunas interceptaciones, que tengo noticias ha hecho Ferrand de correspondencia en esa Ysla de Puerto Rico.
No crean, amados hermanos, que hago caso de los Franceses, ni me esconderé a sus persecuciones; no crean que abandonaré una causa tan Justa, como la que hoy nos llama, a sacudir el yugo de los Franceses, y que la Ysla de Santo Domingo vuelva a su dueño, y nuestra Religión católica a su antiguo Esplendor.
Crean que sin pensar más que en este importante asunto, No omito paso ni evito molestia, ni temo peligros, hasta ver enarbolar en Santo Domingo la bandera Española, y que con voz de júbilo, alegremente gritemos: Viva Fernando 7.º nuestro Emperador, y Rey Augusto.
Yo espero, amadísimos Compatriotas, que me balarán para ver tan célere día, que anticiparán sus oficios de súplica a nuestro protector el Señor Gobernador y Capitán General de Puerto Rico impetrado auxilio a nuestro socorro, que de mi parte, y de los que me siguen, daremos a vuestras mercedes todas las pruebas de su reconocimiento, que daremos a sus fraternales servicios, de que nos aprovecharemos en todos los casos, que necesitamos, y que siempre es, y será de vuestras mercedes, Con el más sincero afecto, su más amante compatriota.”

Sánchez prosiguió su labor de proselitismo itinerante por el interior y la costa de Santo Domingo. Con el tiempo, las autoridades francesas fueron estrechando el cerco de vigilancia sobre Sánchez y éste debió refugiarse en la ensenada de Jayán, de difícil acceso para tropas poco experimentadas en el terreno. Sólo cuando el gobernador, intendente y capitán general de Puerto Rico, Toribio Montes-Caloca y Pérez, le comunicó que estaba dispuesto a prestarle su apoyo material para la campaña, el líder de la reconquista retomó la lucha armada contra los franceses.

## La Reconquista de Santo Domingo

### La expansión de la insurrección contra los franceses

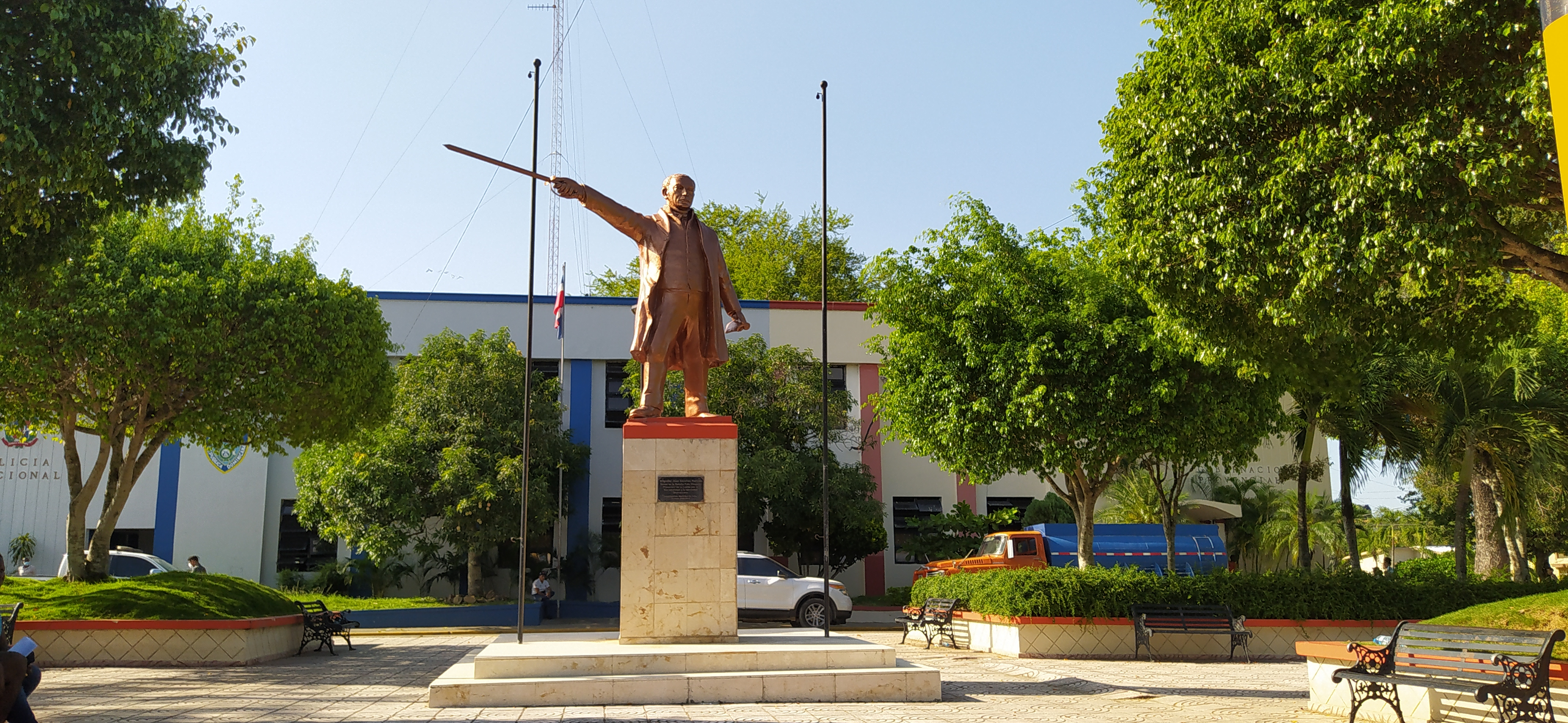
Estatua de Sánchez Ramírez (Cotuí, Provincia Sánchez Ramírez).

En septiembre de 1808, la insurrección española comenzó a extenderse en Santo Domingo, con numerosas villas uniéndose a favor del cautivo rey español. Ferrand interpretó estas adhesiones como una declaración de guerra y respondió con violencia por parte de su Ejército.
El brigadier Juan Sánchez Ramírez trazó un audaz plan para aislar la capital dominicana, avanzando rápidamente hacia el este. El 28 de septiembre de 1808, logró interrumpir la comunicación entre la capital y la bahía de Samaná, un enclave estratégico crucial. El control de esta bahía aseguró a los insurgentes el suministro de alimentos y recursos, mientras que privaba a Francia de un puerto importante. A finales de septiembre, los rebeldes conquistaron Barahona, considerada como la primera acción concreta en la guerra de la reconquista por los franceses. Desde allí, se organizaron expediciones para apoyar a los patriotas dominicanos en plazas como Azua, Neyba y Las Matas de Farfán, entre otras. En solo un mes, los insurgentes tomaron el control del sector occidental del antiguo Santo Domingo español.
Durante septiembre y octubre de 1808, Sánchez Ramírez buscó el apoyo de Toribio Montes-Caloca, quien inicialmente lo rechazó, pero luego autorizó el envío de pertrechos militares al puerto de Yuma. Mientras tanto, Toribio Montes promovió un curso de acción militar paralelo y se alió con los ingleses. Las Juntas de España habían restablecido relaciones amistosas con Inglaterra, ya que ambos países se oponían a Francia.
Montes negoció con el capitán Charles Dashwood de la Marina Real británica para tomar y bloquear Santa Bárbara de Samaná en beneficio de los patriotas españoles. Dashwood capturó dos barcos corsarios y tomó la ciudad, ondeando la bandera Real española y poniendo a un oficial español al mando.
A medida que los patriotas desafiaban a las fuerzas francesas, los prisioneros y los vencidos enfrentaron un trato más severo. El coronel Aussenac, colaborador cercano de Ferrand, llevó a cabo represalias contra los prisioneros, causando destrucción y dificultando el apoyo a los patriotas. Sin embargo, estas medidas intensivas tuvieron un efecto contrario, avivando el odio hacia los franceses y fortaleciendo la causa realista.
Ferrand decidió liderar una expedición impulsivamente para enfrentar a los patriotas, debilitando las defensas de la capital sin su liderazgo militar y la guarnición que lo acompañaba. Antes de partir, emitió una proclama advirtiendo a los habitantes de Santo Domingo sobre la subversión representada por los patriotas, sin entender cómo habían obtenido tanto apoyo. Además, amenazó con una dura represión hacia aquellos que traicionaran a Francia.
La represión se extendió a toda la población de los enclaves sublevados, evidenciando que la estrategia de guerrilla utilizada por los patriotas convertía a toda la población en beligerante. Ferrand eximió a sus tropas de responsabilidad, argumentando que los dominicanos eran los únicos responsables, mientras prometía recompensas para aquellos que permanecieran fieles a Francia.

### Palo Hincado

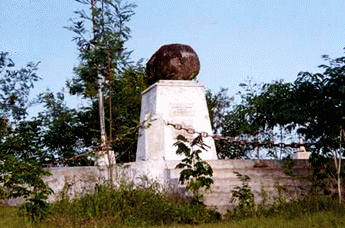
Monumento a la batalla de Palo Hincado en El Seibo.

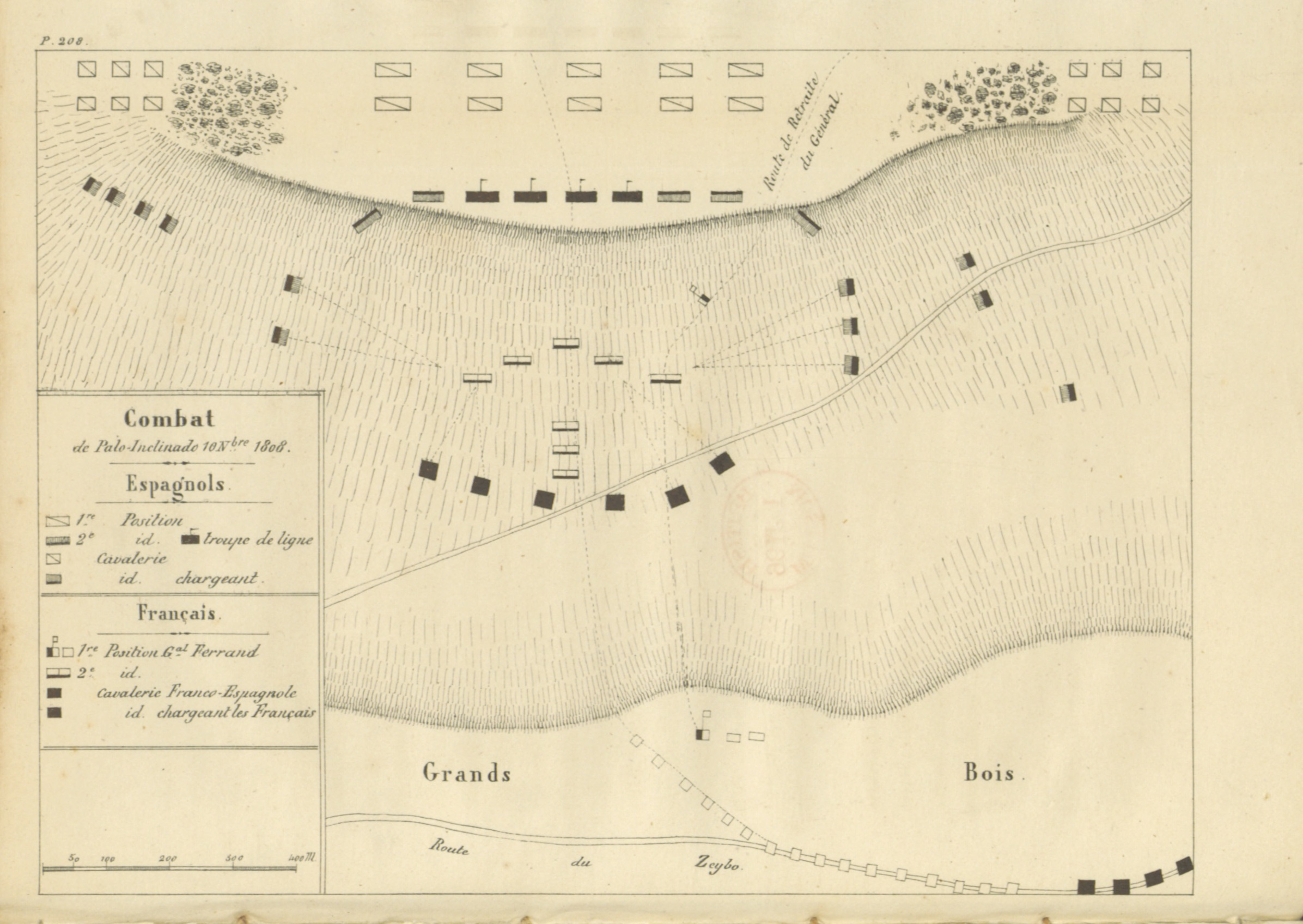
Mapa de la batalla de Palo Hincado.

El 4 de noviembre de 1808, el gobernador francés reunió sus tropas en el Seybo el con la intención de sorprender a los realistas dominicanos. El 6 de noviembre, los españoles se dirigieron al arroyo de Magarin, conscientes de que el general francés se acercaba con una expedición militar. Ya sabían que Ferrand se había marchado con un grupo de soldados compuesto por tropas regulares y milicianos, tanto de infantería como de caballería, y que estaban muy cerca.
El 7 de noviembre, Ferrand envió un ultimátum a Sánchez Ramírez, expresando su determinación de resistir hasta el final y confiando en que contaba con un mayor número de soldados. Sánchez Ramírez respondió al alto mando francés diciendo que estaba dispuesto a luchar sin descanso contra los franceses para expulsarlos de la isla y a dar su vida por España. Además, en su respuesta, se llamó a sí mismo "capitán general de Santo Domingo". Esto convenció a Ferrand de que no era posible llegar a un acuerdo pacífico, así que marchó hacia donde estaban los patriotas españoles en la sabana de Palo Hincado.
Antes de que comenzara el combate, Ferrand ofreció una recompensa de 100 pesos por capturar la bandera española que había sido traída desde Puerto Rico. Por su parte, Sánchez Ramírez dio un discurso a sus soldados, destacando la necesidad de vencer a los seguidores del emperador de los franceses, quienes tenían valores muy diferentes a los de los españoles. Les dijo que si ganaban esa batalla, tendría graves consecuencias para el Gobierno francés en la isla, ya que el gobernador estaba al mando de las tropas francesas y podría ser capturado o incluso muerto en la batalla, dejando a la colonia sin líder. Era consciente de que los franceses eran más hábiles en el combate cuerpo a cuerpo, a pesar de tener menos recursos y soldados. Por ello, ordenó a los soldados patriotas que permitieran a los franceses acercarse lo suficiente para que pudieran disparar sus fusiles. De esta manera, los franceses estarían lo bastante cerca como para que la artillería española pudiera atacarlos y romper sus filas. Por último, previno a sus hombres contra la tentación de desertar, explicándoles las consecuencias que enfrentarían los traidores: «Pena de la vida al que volviere la cara atrás; pena de la vida al tambor que tocare retirada; y pena de la vida al oficial que lo mandare, aunque sea yo mismo».
Todas las tropas del Ejército Realista español respondieron con entusiasmo a su discurso, vitoreando al rey Fernando VII.
Cuando las tropas francesas se acercaron a la sabana de Palo Hincado, las tropas dominicanas, siguiendo las instrucciones de su comandante, esperaron pacientemente hasta que estuvieron lo suficientemente cerca para atacar. Llegado el momento, se dio la señal y se abrió el fuego. Las estrategias bien planificadas por el mando y la valentía y determinación de los realistas españoles provocaron en un tiempo notablemente corto la derrota y desordenada huida de las tropas francesas del campo de batalla.

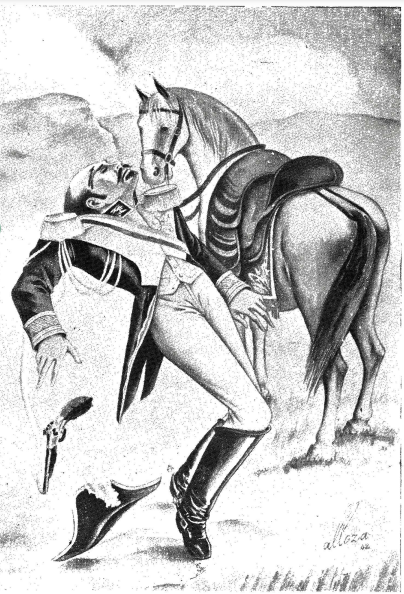
Ilustración del suicidio de Ferrand. Obra de José Alloza.

Después de la batalla, Sánchez Ramírez prohibió a sus soldados perseguir a los franceses sin una orden, evitando así que se convirtieran en objetivos fáciles en caso de un contraataque en campo abierto. Ferrand, tras su huida, fue perseguido durante cuatro horas por un grupo de cincuenta dragones comandados por el coronel Pedro Santana, quienes hostigaron al enemigo sin descanso. Aunque Ferrand pudo resistir los embates, sufrió muchas bajas en su huida. Finalmente, el francés optó por el suicidio. Debido a que Ferrand había desafiado al patear la cucarda española del capitán de un buque parlamentario, Pedro Santana le cortó la cabeza y se llevó al Seybo, junto con el caballo que montaba y sus insignias. Santana entregó la cabeza de Ferrand a Sánchez Ramírez como trofeo de guerra.
La mayoría de los soldados franceses fueron capturados o muertos en los alrededores, y solo unas pocas tropas lograron llegar a la capital. El coronel Tomás Ramírez, antiguo subordinado de Ferrand, se rindió y puso sus armas a disposición de la causa hispana. Sánchez Ramírez, lejos de dejarse llevar por la euforia, reorganizó su Ejército y reforzó la vigilancia en los caminos hacia la capital para evitar que los franceses se recuperaran. A los prisioneros dominicanos de la batalla se les concedió una amnistía, mientras que a los franceses solo se les ordenó la ejecución de un mulato francés que desertó de sus tropas. Sánchez Ramírez solicitó al capitán general Montes que se encargara del transporte y disposición de los prisioneros franceses «porque ni mi corazón es inhumano para quitarles la vida ni hacerles daño, ni aquí hay cárceles seguras».
Además, se preocupó por atender a los heridos de la batalla, estableciendo hospitales de campaña y garantizando la atención tanto a los españoles como a los franceses. Finalmente, con el camino hacia la capital despejado, emprendió una campaña generalizada para poner fin al conflicto de una vez por todas.

### Junta de Bondillo
El 12 de diciembre de 1808 se llevó a cabo una asamblea de representantes de las ciudades, villas y lugares del Santo Domingo en la Hacienda Bondillo, cerca de la capital, para fijar la base del Gobierno. Aunque formalmente la Junta de Santo Domingo se adhería y sometía su determinación a la aprobación de la Junta Suprema Central y disponía mantener un esquema administrativo a la usanza española, como cuestión de hecho instituyeron un Gobierno autónomo otorgando plenos poderes a un gobernador dominicano. Por otra parte, la Junta dominicana no se colocó bajo la autoridad del gobernador de Puerto Rico.
Las copias del Acta de la Junta de Bondillo fueron circuladas y leídas por todo Santo Domingo. Dichas actas decían:

“Art. 1.º La Junta en nombre del Pueblo de la parte Española de la isla de Santo Domingo, á quien representa, reconoce, como lo tienen reconocido al Sor. Don Fernando 7.º por legítimo Rey, y Señor natural, y por consiguiente á la Junta Suprema Central de Madrid en quien reside la Real Autoridad.
2.º En atencion al mérito, que se ha adquirido, siendo el Caudillo y motor de la gloriosa empresa de librarse el Pueblo de Santo Domingo del vergonzoso yugo del Tirano Napoleon, Emperador de los Franceses, y en vista de la proteccion que por su mérito ha conseguido del Señor Don Toribio Montes, Mariscal de Campo de los Reales Exércitos, Gobernador, Intendente y Capitán General de la isla de Puerto Rico, la Junta nombra por Gobernador Político y Militar é Intendente á Don Juan Sánchez Ramírez, Comandante General del Exército Español de Santo Domingo, hasta la aprobacion de S.A.S. la Junta Suprema Central de Madrid.
3.º El Gobernador en lo sucesivo convocará los Miembros de la Junta, siempre que lo tenga á bien y será el Presidente de ella, en la inteligencia de que esta solo queda con voz consultiva y la desicion solo pertence al Gobernador.
4.º El sistema Administrativo y órden Judicial, coninuará como antes hasta la toma de posesion de la Plaza de Santo Domingo que se hará una organizacion provincial arreglada á las leyes del Reino y ordenanzas Municipales.
5.º El Gobernador prestará antes del exercicio de sus funciones, en presencia de la Junta, Juramento de fidelidad á S.M. y de obediencia á las leyes Españolas.
El presente Decreto será extendido en duplicado original y se remetirá á S.A.S. la Suprema Junta Central de Madrid, é igualmente se dirigían copias auténticas al Sor. Gobernador, Intendente y Capitán General de la isla de Puerto Rico, á quien la Junta reconoce por protector de la empresa, y le insignua su gratitud y á todas las Ciudades, Villas y lugares de la parte Española, será leido, publicado y fijado y se insertará en la Orden del Exército”.

### Asedio de Santo Domingo

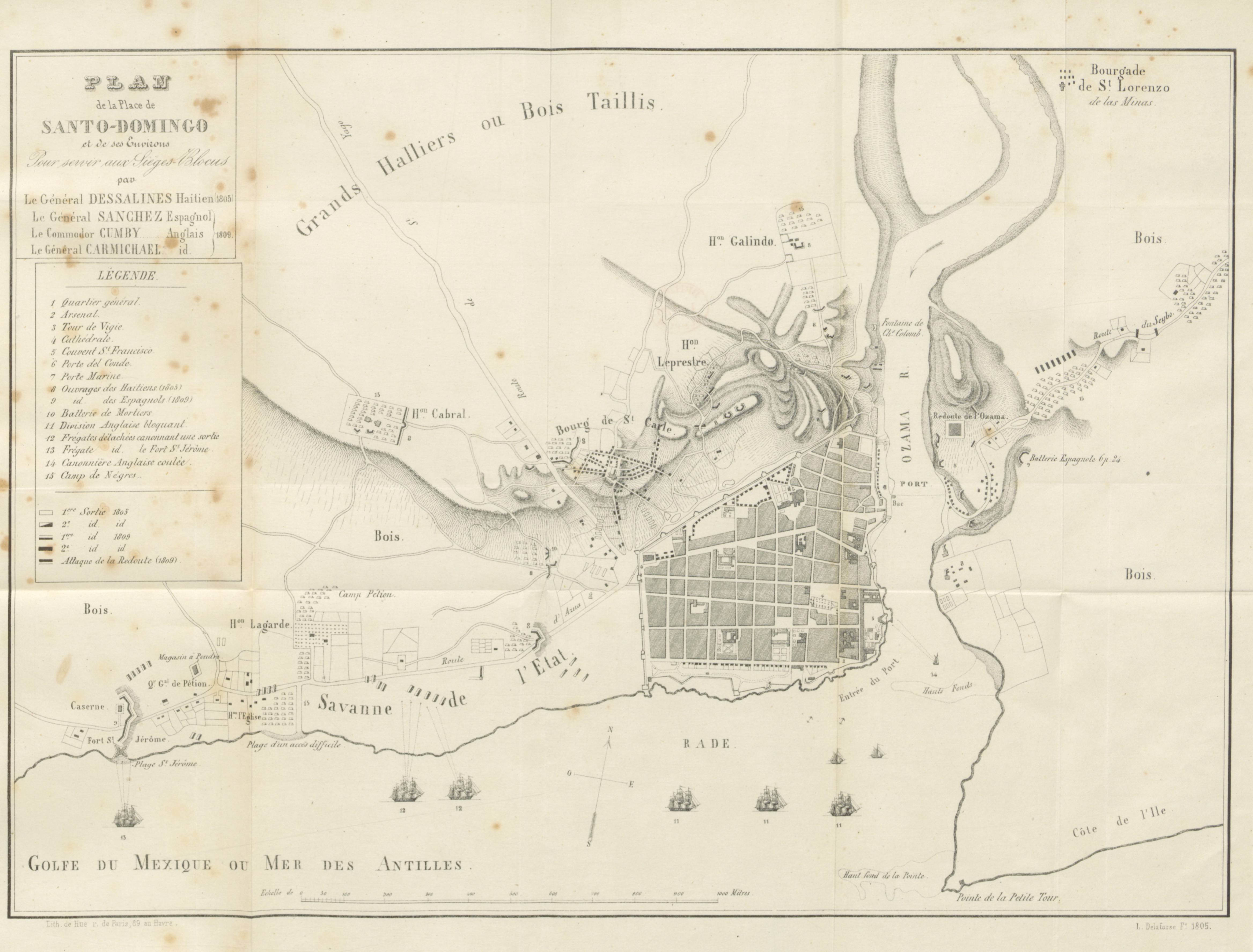
Mapa con los asedios a Santo Domingo de 1805 y 1809.

Después de la muerte de Ferrand, el mando fue asumido por el general Joseph-David de Barquier, aunque solo controlaba la capital de la colonia. Sin embargo, en enero de 1809, Barquier aún contaba con más de 1000 soldados, lo que le permitió retomar el Fuerte San Gerónimo, cerca de la ciudad, el 24 de enero. En esta operación, se apoderaron de piezas de artillería, fusiles y muchas municiones.

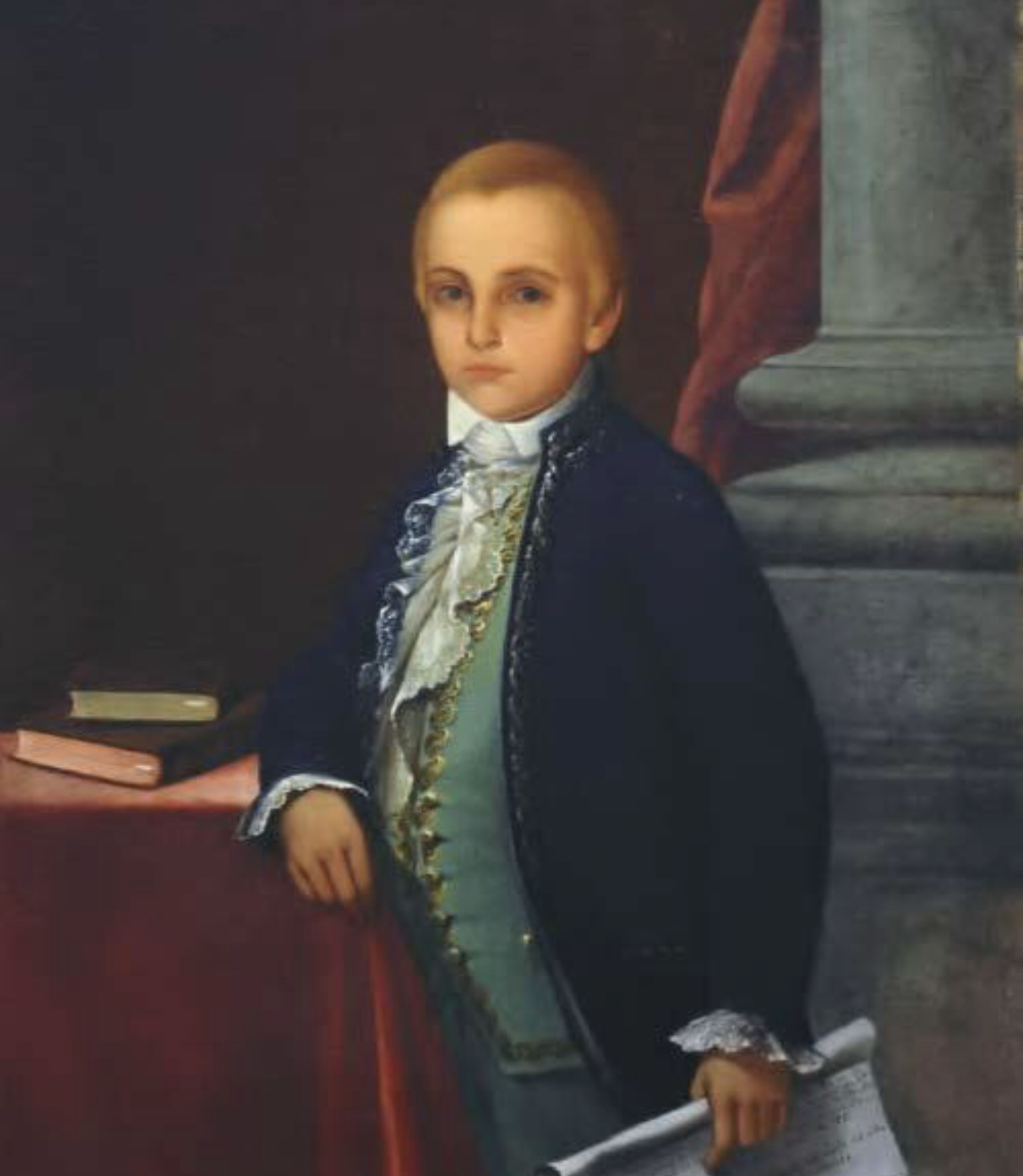
Teniente de navío Power de la Real Armada.

El asedio a la ciudad se prolongó debido a la admirable resistencia de los habitantes de la capital. A medida que las condiciones empeoraban debido a la escasez de alimentos, David de Barquier intentaba ganar tiempo para negociar una rendición en condiciones favorables. Mientras tanto, Sánchez Ramírez, el líder indiscutible de las fuerzas patriotas españolas, tuvo que enfrentar otros problemas, como la insubordinación de algunos oficiales y el deterioro de las relaciones con el Gobierno de Puerto Rico. Una vez superadas estas adversidades y con los capitaleños exhaustos tras el largo asedio, el 1 de marzo, las tropas realistas lanzaron un último ataque, lo que llevó a Barquier a proponer una tregua, propuesta que fue rechazada por Sánchez Ramírez.
El 25 de mayo, Montes envió una flota naval, liderada por el teniente Ramón Power y Giralt, para bloquear la entrada de alimentos a la ciudad y obligar a la rendición. En mayo, se sumó una expedición militar inglesa frente al puerto de Santo Domingo, aliada de España y comandada por el almirante Willian Pryce Cumby, en respuesta a la solicitud de Sánchez Ramírez al vicealmirante de la Colonia de Jamaica. Sánchez Ramírez y Ramón Power y Giralt planificaron un bombardeo conjunto por tierra y mar, buscando una coordinación con las fuerzas inglesas. El día 28, se inició el bombardeo a la ciudad, que se prolongó durante tres semanas, causando graves daños entre las fuerzas francesas.
Los disparos de la artillería comandada por Sánchez Ramírez desde las cercanías de la ciudad, el constante bombardeo de la flota naval dirigida por Ramón Power y la ayuda de las fuerzas militares inglesas bajo Willian Pryce Cumby debilitaron considerablemente la resistencia francesa. Entre el 15 y el 20 de junio, los franceses sufrieron un constante cañoneo concentrado en las trincheras, lo que resultó en pérdidas para ambos bandos. Ante estas circunstancias, Sánchez Ramírez envió un emisario para proponer a Barquier la rendición, pero la respuesta fue que no se pactarían ni recibirían a ningún otro emisario y se cortarían todas las relaciones entre "los súbditos sublevados" y el Gobierno francés. Barquier y sus hombres se negaban a rendirse ante los criollos negros y mulatos. Ante esta situación, Barquier prefirió ponerse en manos de los fuerzas inglesas. Ya se habían establecido comunicaciones previas entre los franceses y los ingleses. El mayor general Hugh Lyle Carmichael, de las fuerzas británicas, escribió una carta a Sánchez Ramírez en referencia a la comunicación de Willian Cumby y la oficialidad francesa. El general Hugh Lyle Carmichael expresó que era su deber «auxiliar con toda mi fuerza a las armas de Su Majestad Católica Fernando Séptimo, con asisitir a Vuestra Excelencia en sus operaciones para desposer a los franceses de Santo Domingo y restituirla a su legítimo soberano». Hugh Lyle Carmichael también manifestó su deseo de reunirse con Sánchez Ramírez «para concertar las medidas más oportunas para la total expulsión de los franceses de esta parte del Globo».

### Rendición francesa y entrada triunfal
El 28 de junio, Hugh Carmichael y sus fuerzas desembarcaron en Palenque, una localidad costera al oeste de la ciudad. Dos días después, se encontró con el líder de la reconquista. Los jefes militares español e inglés discutieron planes y reconocieron los puestos avanzados a ambos lados del río Ozama. El 30 de junio, la Junta de Guerra francesa autorizó a Barquier a negociar la rendición con el jefe militar inglés.
Los franceses recibieron a los británicos con alivio, ya que les molestaba tener que rendirse ante los españoles, en particular ante Sánchez Ramírez, un hombre que había vivido bajo el dominio francés y que les había infligido una derrota tan contundente como humillante. La rendición francesa se acordó el 7 de julio mediante un convenio de 17 artículos. Los británicos se encargaron de la evacuación de los franceses, quienes fueron transportados inicialmente a Jamaica.
El 11 de julio, Sánchez encabezó las tropas españolas y Carmichael lideró las tropas británicas al entrar triunfantes en la ciudad, ondeando las banderas española y británica en la Torre del Homenaje, y se vitorearon a los reyes Fernando VII de España y Jorge III del Reino Unido. Luego, el caudillo criollo se dirigió a la Catedral Nuestra Señora de la Encarnación para agradecer a Dios, portando el estandarte con la imagen de Nuestra Señora de la Mercedes, patrona de la isla, y una miniatura del rey Fernando colgada en su pecho. Los británicos se retiraron en agosto de 1809 tras alcanzar un acuerdo comercial favorable.

## Gobernador de Santo Domingo

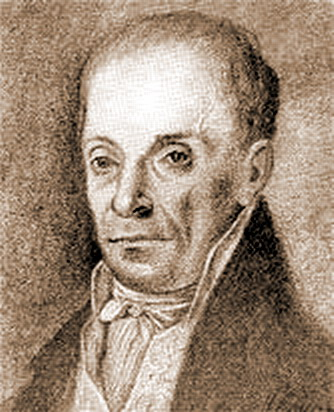
Brigadier Sánchez Ramírez.

Gobernó con mucha autonomía, tomó medidas para despertar la economía, se abolieron todas las leyes que ponían trabas al comercio y a la producción, se redujeron los diezmos y otros impuestos eclesiásticos. Todos los puertos fueron abiertos a los navíos de las naciones amigas de España y se fijó un arancel único de importación de un uno por ciento.
Pero la acción más importante encaminada a eliminar la segunda dominación española bajo el régimen de Sánchez Ramírez sería la indebidamente denominada por el vulgo con el nombre de "Revolución de los italianos", a causa de haberse comprometido en ella un oficial de esa nacionalidad, lo que hizo pensar al pueblo que todas las tropas y oficiales estaban igualmente comprometidos. Esta conspiración fue descubierta a mediados de 1810 y los miembros del complot fueron llevados al patíbulo bajo la acusación de querer levantar en armas la guarnición de Santo Domingo para repetir lo que había ocurrido el 19 de abril de ese año en Caracas donde había estallado un movimiento independentista contra España.
Murió siendo gobernador, pero dejó a su familia en una espantosa miseria, porque todo su patrimonio lo aportó por la causa justa y noble en la que se enroló junto a todos los habitantes de la Santo Domingo. Después de su muerte, el pueblo lo llamó "padre de la patria" y sus restos están depositados en el Panteón de la Patria.

## Posteridad
Calles: En La Romana, en el sector denominado San Carlos, una calle lleva su nombre, la misma fue promovida el concejal Wanchy Medina por medio de la Ordenanza 23-2014. En Santo Domingo, frente a la UASD, pasa una calle, la cual lleva por nombre Juan Sánchez Ramírez.
Provincia: la provincia Sánchez Ramírez, en honor a Juan Sánchez Ramírez.
Estatua: En la Plaza Juan Sánchez Ramírez de Cotuí (frente a la gobernación provincial) hay una estatua de Juan Sánchez Ramírez.